# Ephialtes brischkei
Ephialtes brischkei là một loài tò vò trong họ Ichneumonidae.